# بیست و یک گرم
بیست و یک گرم (انگلیسی: Twenty One Gms) فیلم داستان جنایی هندی مالایالم-زبان، تولید سال ۲۰۲۲ است که نویسندگی و کارگردانی آن را بیبین کریشنا (Bibin Krishna) (در اولین فیلم بلند خود) بر عهده داشت. بازیگر اصلی فیلم آنوپ منون است. نقش‌های مکمل را رنجی پانیکر، آنو موهان و رینجیت بازی کرده‌اند.
این فیلم در روز ۱۸ مارس ۲۰۲۲ اکران گردید و منتقدان، نقدهای مثبتی را در مورد آن بیان کردند.